# Possessed (1947)
Possessed (bra: Fogueira de Paixão ou Fogueira de Paixões; prt: Loucura de Amor) é um filme noir estadunidense de 1947, dos gêneros drama policial, suspense e mistério, dirigido por Curtis Bernhardt, estrelado por Joan Crawford e Van Heflin, e coestrelado por Raymond Massey e Geraldine Brooks. O roteiro de Silvia Richards e Ranald MacDougall foi baseado no conto "One Man's Secret" (1943), de Rita Weiman.
A produção marcou a estreia cinematográfica de Geraldine Brooks, que faria mais sucesso na televisão e no teatro.

## Sinopse
Uma mulher, aparentemente catatônica, vaga pelas ruas chamando por "David". Ao ser levada para um hospital psiquiátrico, médicos descobrem que a moça é Louise Howell (Joan Crawford), enfermeira de Pauline (Nana Bryant), a esposa inválida de Dean Graham (Raymond Massey). Pauline é agressiva e antipática, e pensa que Louise está tendo um caso com seu marido. Na verdade, a mulher é apaixonada pelo arquiteto David Sutton (Van Heflin), e fica obcecada por ele após o rapaz terminar com ela.

## Elenco
- Joan Crawford como Louise Howell
- Van Heflin como David Sutton
- Raymond Massey como Dean Graham
- Geraldine Brooks como Carol Graham
- Stanley Ridges como Dr. Willard
- John Ridgely como Investigador Chefe
- Moroni Olsen como Dr. Ames
- Erskine Sanford como Dr. Sherman
- Peter Miles como Wynn Graham
- Jakob Gimpel como Pianista
- Isabel Withers como Enfermeira Rosen
- Lisa Golm como Elsie
- Douglas Kennedy como Promotor Assistente
- Monte Blue como Norris
- Don McGuire como Dr. Craig
- Rory Mallinson como Assistente do Legista
- Clifton Young como Interno
- Griff Barnett como Legista
- Nana Bryant como Pauline Graham

## Produção
Crawford passou um tempo visitando hospitais psiquiátricos e conversando com psiquiatras para se preparar para o filme, e disse que o papel foi o mais difícil que ela já interpretou.
Durante a produção, o diretor Curtis Bernhardt, que havia acabado de dirigir "Uma Vida Roubada" com Bette Davis, acidentalmente referia-se a Crawford como "Bette" às vezes.
Crawford tentou, sem sucesso, convencer a Warner Bros. a mudar o título do filme para "The Secret", já que ela havia estrelado um filme com o mesmo título ("Possessed", ao lado de Clark Gable) dezesseis anos antes.
A trilha sonora é de Franz Waxman, que faz um uso extensivo de uma peça para piano de Robert Schumann – o movimento "Chopin", de "Carnaval" Op. 9. A peça de Schumann é tocada ao piano por David perto do início do filme, e é utilizada ao longo da trama para enfatizar a obsessão de Louise.

## Recepção
Herman Schoenfeld, da revista Variety, escreveu positivamente que Joan Crawford "recebe todas as honras desta produção com uma atuação virtuosa como uma mulher frustrada levada à loucura por uma mente obcecada pela culpa. A atriz tem uma autoconfiança que lhe permite dominar completamente a tela, mesmo diante de atores talentosos como Van Heflin e Raymond Massey". No geral, ele sentiu que "apesar de sua superioridade geral, Possessed é um tanto prejudicado por uma abordagem ambígua na direção de Curtis Bernhardt. O filme oscila entre ser uma análise clínica e fria de um colapso mental e ser um veículo melodramático altamente sobrecarregado para o histrionismo de Crawford".
James Agee, em sua crítica para a revista Time, escreveu: "A maior parte é filmada com força e imaginação incomuns. O filme é extraordinariamente bem atuado. A Srta. Crawford está excelente", enquanto Howard Barnes, em sua crítica para o New York Herald Tribune, argumentou: "[Crawford] obviamente estudou os aspectos da insanidade para recriar um retrato bastante aterrorizante de uma mulher possuída por demônios".
Mais recentemente, o crítico de cinema Dennis Schwartz deu ao filme uma crítica mista, escrevendo:
"No melodrama Possessed, do diretor emigrante alemão Curtis Bernhardt, Joan Crawford interpreta uma pessoa mentalmente perturbada que não consegue distinguir a realidade de sua imaginação. Por meio do uso de técnicas do expressionismo alemão e de muitas tomadas sombrias conhecidas do filme noir, o filme preto e branco assume um tom psicológico penetrante e defende a inocência do réu por homicídio devido à insanidade. Embora Joan tenha uma presença poderosa neste filme, ela interpretou seu papel louco de uma maneira muito fria e ostensiva para ser considerada uma figura simpática. Toda a terapia de tratamento psicológico soou como conversa fiada e a atuação de Joan foi exagerada, embora algumas de suas imaginações mórbidas fossem emocionantes e prendessem minha atenção. Muito pesado com os estímulos alemães, ainda é divertido assistir ao melodramático se desenrolar neste conto de amor autoritário, rejeição dolorosa, paranóia e assassinato".

O historiador Bob Porfirio observou: 
"Ao desenvolver o enredo do ponto de vista de uma neurótica e usar habilmente flashbacks e cenas de fantasia de maneira direta, a distinção entre a realidade e a imaginação de Louise fica apagada. Isso faz de Possessed um excelente exemplo de onirismo, o tom onírico que é uma característica seminal dos filmes noir".
Contado quase todo em flashbacks, a produção é um excelente exemplo de filme noir pós-Guerra, e é considerado um dos melhores melodramas de Crawford na Warner Bros. Segundo o crítico e historiador de cinema Ken Wlaschin, este é um dos dez melhores filmes de Joan Crawford.

### Bilheteria
De acordo com os registros da Warner Bros., o filme arrecadou US$ 1.987.000 nacionalmente e US$ 1.085.000 no exterior, totalizando US$ 3.072.000 mundialmente. O retorno lucrativo da produção foi de US$ 480.000.

## Prêmios e indicações
| Ano  | Cerimônia | Categoria    | Indicado      | Resultado | Ref.          |
| ---- | --------- | ------------ | ------------- | --------- | ------------- |
| 1948 | Oscar     | Melhor atriz | Joan Crawford | Indicado  | [ 15 ] [ 16 ] |